# Teresa Heinz

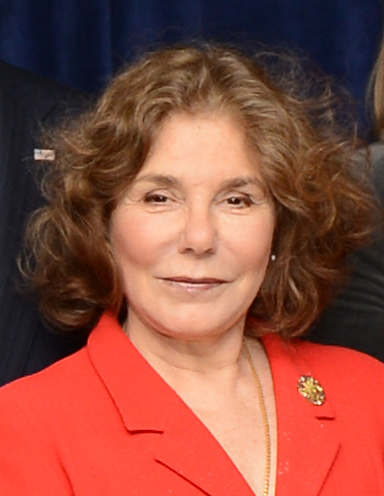
Teresa Heinz Kerry, 2013

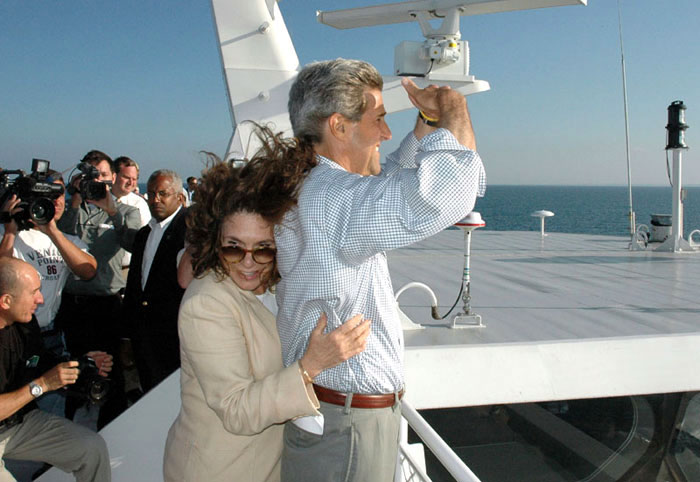
Teresa Heinz mit John Kerry

Teresa F. Heinz (* 5. Oktober 1938 in Lourenço Marques (heute Maputo), Mosambik, als Maria Teresa Thierstein Simões-Ferreira) ist eine US-amerikanische Philanthropin und Mitglied der Amerikanischen Akademie der Künste und Wissenschaften. Sie ist Teilerbin des Heinz-Ketchup-Imperiums und Vorsitzende der aus dem Imperium hervorgegangenen Stiftungen Heinz Family Philanthropies und The Heinz Endowments. Im Gedenken an ihren verstorbenen Ehemann Henry John Heinz III (1938–1991) rief sie die Heinz Awards ins Leben.
In zweiter Ehe ist Teresa Heinz seit 1995 verheiratet mit dem fünf Jahre jüngeren John Kerry, dem ehemaligen Senator von Massachusetts, Präsidentschaftskandidaten 2004 und ehemaligen Außenminister der Vereinigten Staaten. Für John Kerrys politische Veranstaltungen lässt sie sich auch Teresa Heinz Kerry nennen.

## Biographie

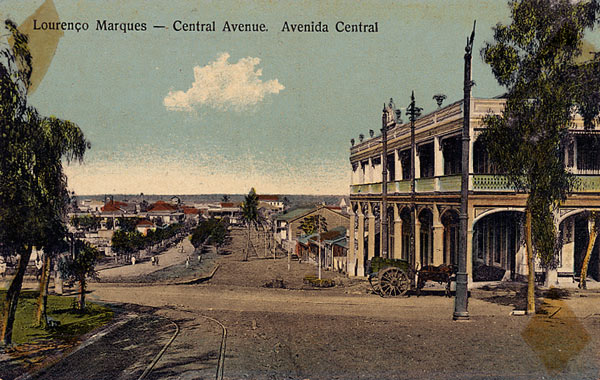
Damaliges Lourenço Marques bis zur Unabhängigkeit 1975, heute Maputo in Mosambik

Teresa Heinz wurde als Kind portugiesischer Eltern in Lourenço Marques (heute Maputo) geboren, der damaligen Hauptstadt Portugiesisch-Ostafrikas. Ihre Eltern sind der in Albergaria-a-Velha, Portugal, geborene Arzt José Simões-Ferreira Junior (1910–1989) und die in Lourenço Marques geborene Irene Thierstein (1912–1997), deren Vater Alberto Thierstein (1870–1948) in Valletta, der damals britischen Kolonie Malta geboren wurde und in Lourenço Marques verstarb. Ihre Großmutter mütterlicherseits, Maria Burló (ca. 1885–1940) wurde in Kairo, der damals Britischen Besitzung Ägypten geboren. In Lourenço Marques verbrachte Teresa den Großteil ihrer Kindheit. Erst 1971, nachdem sie fünf Jahre mit ihrem US-amerikanischen Ehemann Henry John Heinz III verheiratet war, nahm sie dessen Staatsbürgerschaft an.
Teresa machte den Abschluss Bachelor of Arts in Romanischen Sprachen und Literatur (Französisch, Portugiesisch, Italienisch) an der University of the Witwatersrand in Johannesburg in Südafrika. 1963 graduierte sie an der Fakultät School of Translation and Interpretation der Universität Genf. Einer ihrer Mitstudenten war der ehemalige Generalsekretär der Vereinten Nationen, Kofi Annan. In Genf traf sie auch erstmals ihren späteren ersten Ehemann Henry John Heinz III, der dort 1962 für einen Sommer bei der Union Bank of Switzerland (UBS) arbeitete. Teresa Heinz spricht fließend Englisch, Spanisch, Französisch, Italienisch und ihre Muttersprache Portugiesisch und arbeitete nach dem Studium als Vollzeit-Übersetzerin für den UN-Treuhandrat in New York.
Am 5. Februar 1966 heiratete sie in Pittsburgh den Milliardär und zukünftigen republikanischen Senator des US-Bundesstaates Pennsylvania Henry John Heinz III, den Enkel und Erben des Begründers des Heinz-Ketchup-Imperiums Henry John Heinz. Aus der Ehe gingen die drei Söhne Henry John Heinz IV. (* 1967), Andre Heinz (* 1970) und Christopher Drake Heinz (* 1973) hervor. Nachdem ihr Ehemann im April 1991 bei einem Flugzeugabsturz ums Leben gekommen war, erbte sie einen Großteil seines Vermögens; ihr Gesamtvermögen wird auf 500 Millionen Dollar bis eine Milliarde Dollar geschätzt, womit sie wohlhabender als ihr späterer Ehemann John Kerry wurde.
1993 schuf Heinz die Heinz Awards in Erinnerung an ihren verstorbenen Ehemann. Seit 1994 werden die Auszeichnungen von der Stiftung Heinz Family Philanthropies (nicht von Teresa Heinz gegründet) jährlich an Amerikaner im Bereich der Künste und Geisteswissenschaften, der Umwelt, der Politik, „der menschlichen Lebensbedingungen“ (human condition) und „der Technologie, Wirtschaft und Beschäftigung“ vergeben; das Preisgeld beträgt derzeit 250.000 US-Dollar (Stand 2023). 1995 wurde sie von der Zeitschrift Utne Reader als einer von 100 Visionären in den USA („Menschen, die dein Leben verändern könnten“) genannt, weil sie als Vizevorsitzende (vice-chairman of the board) der US-amerikanischen Organisation Umweltverteidigungsfonds „die überholte Dichotomie zwischen Umweltschutz und wirtschaftlicher Entwicklung hinter sich gelassen“ habe. Im gleichen Jahr kündigte Heinz eine Spende von 20 Millionen Dollar – zu diesem Zeitpunkt eine der höchsten Spenden für die Umwelt überhaupt – für die Gründung des ebenfalls nach ihrem Ehemann benannten H. John Heinz III Center for Science, Economics and the Environment, das führende Vertreter von Wirtschaft, Regierung, Wissenschaft und Umweltschutz zusammenbringt, um eine allseitig annehmbare, wissenschaftlich gestützte Umweltpolitik zu entwickeln.
Am 26. Mai 1995 heiratete die bekennende Anhängerin der Republikaner, die politische Kampagnen einmal als „Friedhof der wirklichen Ideen und Geburtsort leerer Versprechen“ bezeichnete, in Nantucket in Massachusetts den demokratischen Politiker John F. Kerry. Auch für ihn war es die zweite Ehe. Sie entschied sich, ihren bisherigen Namen Teresa Heinz beizubehalten. Nur zu politischen Veranstaltungen lässt sie sich mit Teresa Heinz Kerry ankündigen, um eine Verbindung zu ihrem Ehemann herzustellen. Hierzu ließ sie 2004 verlauten:

„My legal name is still Teresa Heinz. Teresa Heinz Kerry is my name […] for politics. Just so people don’t ask me questions about so and so is so and so’s wife or this and that. Teresa Heinz is what I’ve been all my growing-up life, adult life, more than any other name. And it’s the name of my boys, you know? […] So that’s my legal name and that’s my office name, my Pittsburgh name.“

Heinz ist Vorsitzende der gemeinnützigen Stiftungen ihrer Familie Heinz Family Philanthropies und The Heinz Endowments. Nach Teresa Heinz ist unter anderem die Teresa and H. John Heinz III Foundation mitbenannt, zu deren Tätigkeiten die Vergabe der ebenfalls nach Teresa Heinz benannten Stipendien Teresa Heinz Scholars for Environmental Research gehört, die unter Doktorstudenten an sieben namhaften US-Universitäten (Carnegie Mellon, Cornell, Harvard, Penn State, Princeton, Stanford und Yale) jeweils acht Masterarbeiten und Dissertationen im Bereich des politisch relevanten Umweltschutzes fördern (Stand 2006/2007). An der renommierten Clark University wird eine Professur unter dem Titel Teresa and John Heinz Professor of Environmental Policy finanziert.
Für ihre Wohltätigkeit und ihr Engagement wurde Heinz von zwölf Universitäten mit einem Ehrendoktor ausgezeichnet, darunter Clark (1996), University of Massachusetts Boston (1998), Carnegie Mellon (2000) und University of Massachusetts Dartmouth (2007) 2003 erhielt Heinz die Albert Schweitzer Gold Medal for Humanitarianism für ihr Engagement für den Umweltschutz und für medizinische Versorgung und Bildung weltweit. Seit 2001 ist sie aktives Mitglied der Amerikanischen Akademie der Künste und Wissenschaften.